# Karl Köhler (Theologe, 1799)
Karl Philipp Wilhelm Köhler (* 15. April 1799 in Darmstadt; † 21. August 1847 ebenda) war ein deutscher Pfarrer und Politiker im Großherzogtum Hessen.

## Familie
Karl Philipp Wilhelm Köhler war der Sohn des Kriegsrats Johann Lorenz Köhler (1744–1804) und dessen Ehefrau Marie Louise geb. Wachter (1756–1820). Er heiratete am 23. Juni 1823 in Wixhausen Julie Clara Wilhelmine Karoline geb. Eigenbrodt (* 1798 in Gesmold; † 12. Juni 1870), die Tochter des Karl Christian Eigenbrodt und der Marianne Langsdorff. Der gemeinsame Sohn Karl (1832–1895) wurde Dr. phil. und Prälat. Der Bruder Ernst Christoph Köhler (1774–1829) war Generalmajor.

## Leben
Köhler studierte ab 1816 an der Hessischen Ludwigs-Universität Evangelische Theologie. 1819 wurde er Kollaborateur am Ludwig-Georgs-Gymnasium in Darmstadt. Nach der Definitorialprüfung 1820 arbeitete er als Hilfsprediger. 1826 wurde er Pfarrer und Geistlicher Inspektor (Dekan) in Gedern und Hofprediger bei den Stolberg (Adelsgeschlecht). 1834 übernahm er ein Pfarramt in Darmstadt. Am 8. April 1835 trat er dem Historischen Verein für das Großherzogtum Hessen bei. Von 1835 bis 1836 gehörte er der Zweiten Kammer der Landstände an. Er wurde für den Wahlbezirk der Stadt Darmstadt gewählt. 1837 wurde er zum Prälaten der Evangelischen Landeskirche in Hessen – das war derjenige, der die evangelische Kirche in den Landständen des Großherzogtums Hessen vertrat –, zum Superintendenten der Provinz Starkenburg und zum Ersten Oberkonsistorialrat im Oberkonsistorium der Evangelischen Landeskirche Hessen in Darmstadt ernannt. Als Prälat war er von 1838 bis 1847 Mitglied der Ersten Kammer der Landstände. Von 1839 bis 1847 wirkte er als Oberpfarrer in Darmstadt.

## Ehrungen
- D. theol. h. c. (24. Februar 1834)
- Komturkreuz 2. Klasse des Verdienstordens Philipps des Großmütigen (1840)
- Komturkreuz 1. Klasse des Verdienstordens Philipps des Großmütigen (1844)